# Mount Griffiths
Mount Griffiths ist ein Berg im ostantarktischen Enderbyland. In den Napier Mountains ragt er 8 km nordwestlich der Wilkinson Peaks auf. Seine beiden Gipfel erreichen Höhen von 1650 m bzw. 1680 m.
Norwegische Kartografen, die ihn Mefjell (norwegisch für Mittelberg) benannten, kartierten ihn anhand von Luftaufnahmen, die im Rahmen der Lars-Christensen-Expedition 1936/37 entstanden. Die norwegische Benennung trägt heute ein Berg im Königin-Maud-Land. Eine Schlittenmannschaft der Australian National Antarctic Research Expeditions besuchte den hier beschriebenen Berg 1961. Das Antarctic Names Committee of Australia (ANCA) benannte ihn nach George Samuel Griffiths (1847–unbekannt), ab 1886 Mitglied des damals gegründeten Australian Antarctic Exploration Committee.